# Lugre

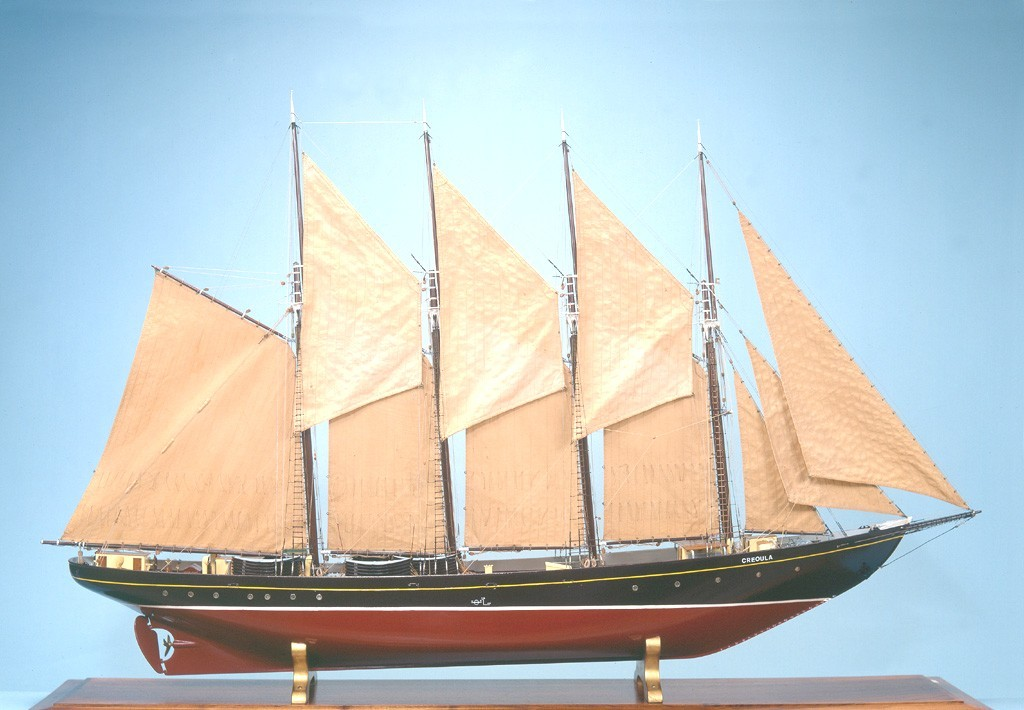
Lugre

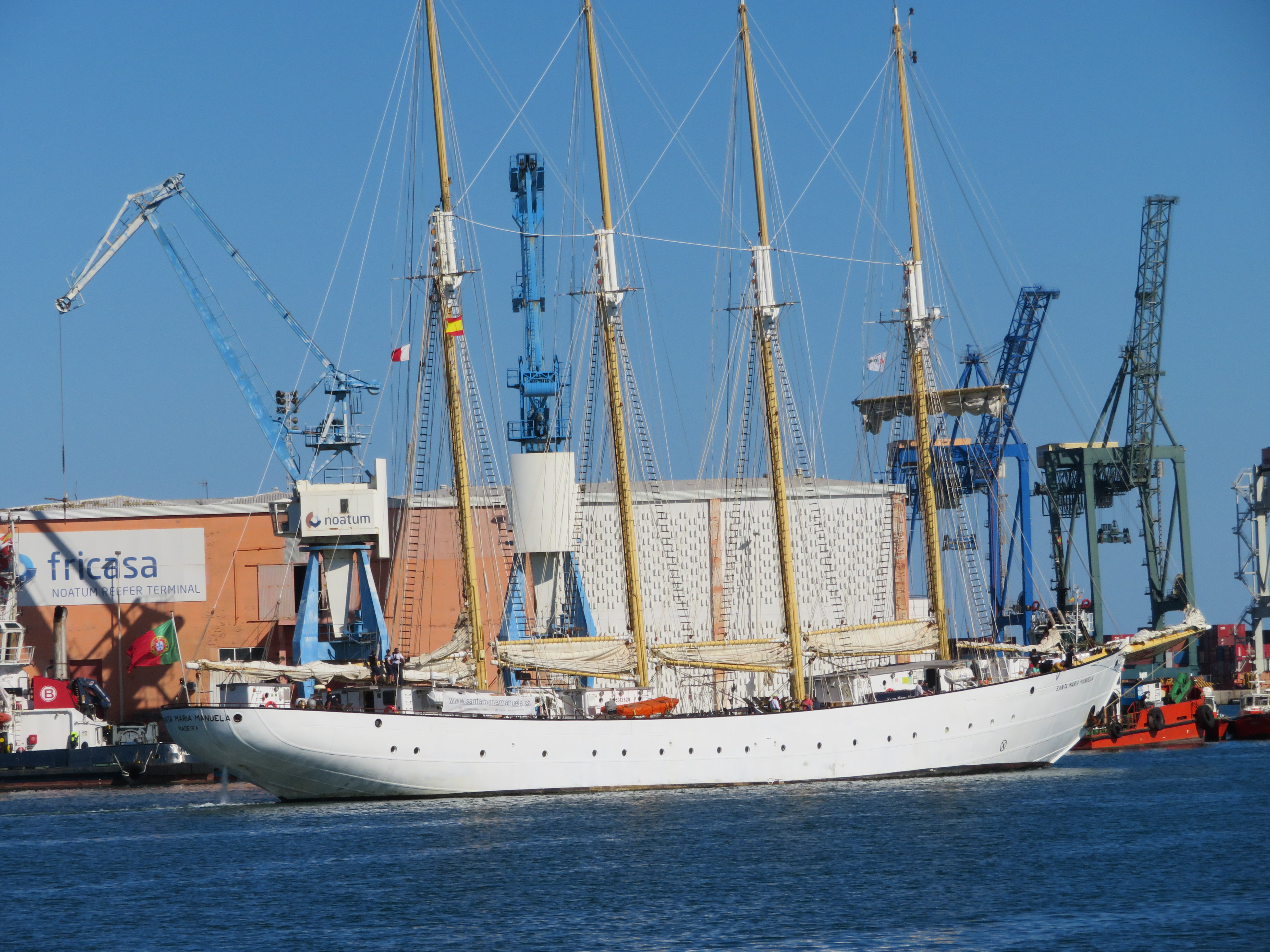
Lugre portugués “Santa María Manuela”.

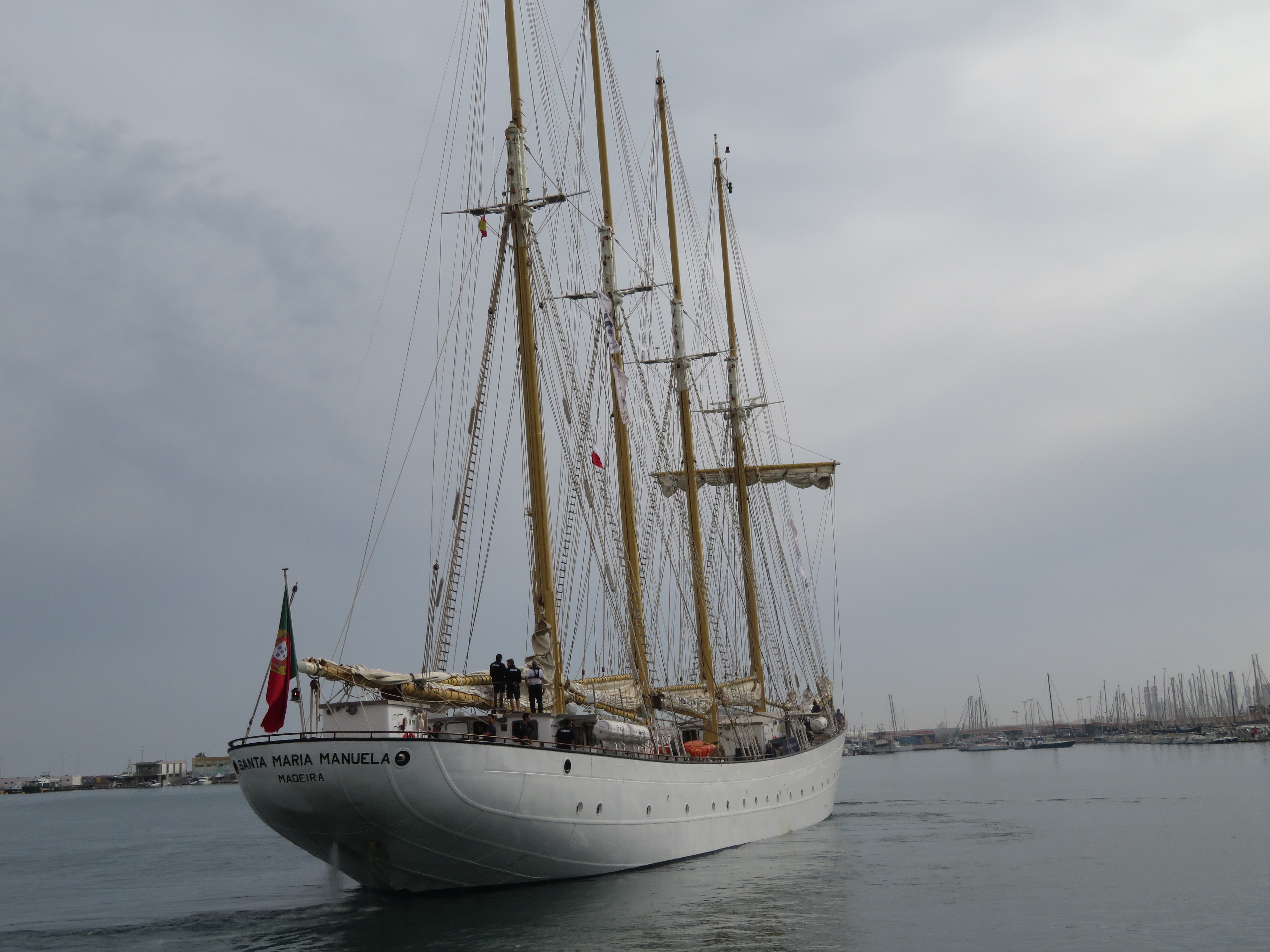
Lugre portugués

Se llama lugre a un buque pequeño, a veces, entablado o de tingladillo, de mucho calado a popa. 
Suele tener tres palos y velas tarquinas o al tercio sobre las cuales se pueden poner unas gavias volantes. Los había de guerra que llevaban de ocho a diez piezas de artillería.